# Теорема Хайоша

В этой мозаике на плоскости, состоящей из одинаковых квадратов, зелёные и фиолетовые квадраты соприкасаются полными сторонами, так же, как и голубые и оранжевые квадраты.

Теорема Хайоша утверждает, что если конечная абелева группа представляется в виде прямого произведения симплексов, то есть наборов вида {\displaystyle \{e,a,a^{2},...,a^{s-1}\}}, где {\displaystyle e} — единичный элемент, тогда по меньшей мере один из членов этого произведения является подгруппой. Теорему доказал венгерский математик Дьёрдь Хайош в 1941, используя групповые кольца. Позднее Ласло Редеи доказал это утверждение при требовании лишь присутствия в прямом произведении тождественного элемента и простого числа элементов произведения.
Эквивалентное утверждение на однородных линейных формах было высказано в виде гипотезы Германом Минковским. Следствие гипотезы Минковского на решётке мозаики гласит, что в любой решётчатой мозаике пространства кубами существуют два куба, соприкасающиеся полными гранями (грань-к-грани). Гипотеза Келлера является той же самой гипотезой для нерешётчатых мозаик, которая не верна для более высоких размерностей. Теорему Хайоша обобщил Тибор Силе.